# Ivanivka, Ceaplînka
Ivanivka (în ucraineană Іванівка) este o comună în raionul Ceaplînka, regiunea Herson, Ucraina, formată numai din satul de reședință.

## Demografie
Componența lingvistică a comunei Ivanivka
     Ucraineană (96,19%)
     Rusă (3,01%)
     Alte limbi (0,62%)
Conform recensământului din 2001, majoritatea populației comunei Ivanivka era vorbitoare de ucraineană (96,19%), existând în minoritate și vorbitori de rusă (3,01%).